# Peromyscus zarhynchus
Peromyscus zarhynchus is een zoogdier uit de familie van de Cricetidae. De wetenschappelijke naam van de soort werd voor het eerst geldig gepubliceerd door Clinton Hart Merriam in 1898. Ze werd in 1895 ontdekt in Tumbala, Chiapas (Mexico).